# Haltegriff (Kampfsport)
Als Haltegriff (auch Haltetechnik oder Festhaltetechnik) werden im Kampfsport (z. B. Judo, Jiu Jitsu, Kickboxen) Griffe bezeichnet, die den Gegner am Boden fixieren.
Dabei darf sich der Kämpfer nicht selber unbeweglich machen. Im Ringen (Freistil wie griechisch-römisch) lautet das Erfordernis darüber hinaus: Fixierung beider Schultern auf der Matte.

## Haltegriffe im Judo

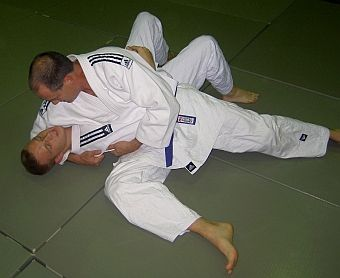
Judo: Kesa-gatame

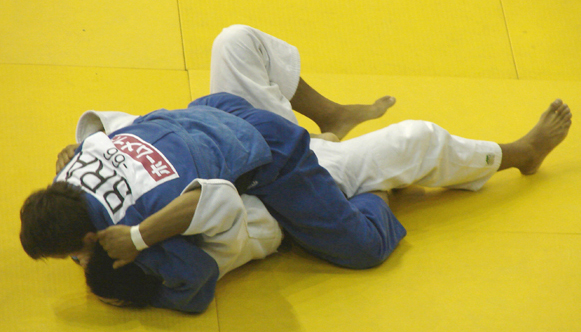
Judo: Tate-shiho-gatame

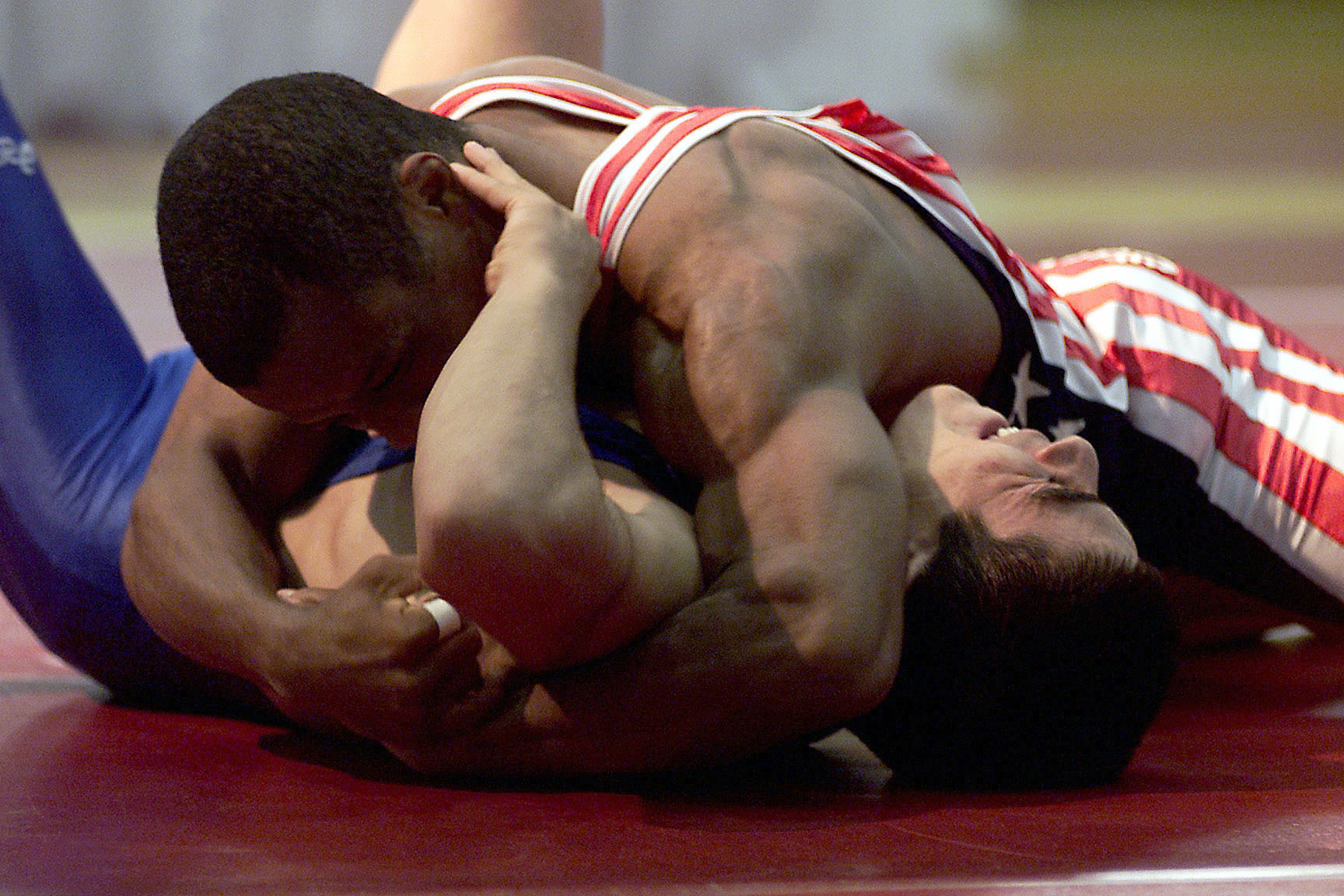
Griff beim Ringen

Die Osae-komi-waza oder Haltetechniken sind im Judo Teil der Bodentechniken (Katame-waza). Ziel ist es, den Gegner (Uke) so am Boden auf den Rücken zu halten, dass er unter der Kontrolle des Tori ist und nicht aufstehen kann. Die Schultern des Uke sollen dabei im Wettkampf für eine Wertung eine gewisse Zeit Kontakt zum Boden haben. Aus einem Haltegriff kann man auch in einen Hebel oder Würgegriff wechseln.
Gängige Haltetechniken, von denen es wiederum Variationen gibt, sind:
- Kesa-gatame
- Yoko-shiho-gatame
- Kami-shiho-gatame
- Tate-shiho-gatame

## Haltegriffe im Kickboxen
Im Kickboxen versteht man unter Haltegriffen die Kontrolle des Gegners durch ein Festhalten im Stand. In dieser Position können Schläge und Tritte ausgeführt werden.

## Griffe im Ringen
Auch beim Ringen versucht man, seinen Gegner auf die Schultern zu zwingen. Ein Beispiel ist die Innenarmklammer, bei der der gegnerische Arm von innen umklammert wird, um die Beweglichkeit des Gegners zu beschränken. Durch einen Schultersieg wird ein Turnier-Ringkampf sofort beendet.